# ウィズアウト・ユー・アイム・ナッシング (エリック・サーデの曲)
「ウィズアウト・ユー・アイム・ナッシング」（Without You I'm Nothing）は、スウェーデンの歌手エリック・サーデの4作目のプロモーションシングル。

## 概要
「ハーツ・イン・ジ・エアー」に続き、J-Sonとの共作。

## 収録曲
1. ウィズアウト・ユー・アイム・ナッシング　feat. J-Son "Without You I'm Nothing" feat. J-Son